# آرت دکو
هنر تزیینی یا آر دکو (به فرانسوی: Art déco) یا بنا به تلفظ انگلیسی، آرت دکو، یک سبک و جنبش هنری در معماری، هنرهای تجسمی و طراحی است که برای نخستین بار در فرانسه پیش از جنگ جهانی اول ظاهر شد. واژه آرت دکو کوتاه شدهٔ عبارت «آرت دکوراتیف» برگرفته از «نمایشگاه بین‌المللی هنرهای تزئینی و صنعتی مدرن» است که در سال ۱۹۲۵ در پاریس برگزار شد.
شناسهٔ این سبک به‌کارگیری اشکال هندسی دقیق و جسورانه و رنگ‌های روشن است و آمیخته‌ای است از نوگرایی و طراحی‌های زینتی و گران‌بها. این جنبش که سال‌های اوج آن دههٔ ۱۹۲۰ و ۱۹۳۰ میلادی بود، بر معماری، تزیینات داخلی، مُد، جواهرات و طراحی صنعتی تأثیر گذاشت.

## تاریخ
نام آرت دکو از عنوان نمایشگاه جهانی ۱۹۲۵ در پاریس (نمایشگاه بین‌المللی هنرهای تزیینی و صنعتی) انتخاب شد، اما از این کلمه قبل از اواخر ۱۹۶۰ استفاده نمی‌شد. فرهنگ‌های مختلف، به‌ویژه اروپای قبل از جنگ جهانی اول، بر آرت دکو اثر داشتند. آرت دکو پاسخی به تغییرات فراوان فنی و اجتماعی در شروع قرن بود. از معروف‌ترین آثار این سبک می‌توان به ساختمان کرایسلر واقع در شهر نیویورک که توسط ویلیام وی آلن طراحی شده بود اشاره کرد.
شهر پاریس در فرانسه مرکز این جنبش شناخته شده بود و بسیاری از هنرمندان برجسته در این شهر زندگی می‌کردند.
از جمله: ژاک امیل روهلمان (Jacques-Émile Ruhlmann) که یکی از معروف‌ترین مبل‌سازهای آرت دکو بود. کسان دیگر ادگار براندت (Edgar Brandt) و ژان دوناند (Jean Dunand) بودند که با آهن و قفل کار می‌کردند. در شیشه‌کاری رنه لالیک (René Lalique) و موریس مارینو (Maurice Marinot) و در جواهر و ساعت‌سازی کارتیه (Cartier) بود.

## خصوصیات
واژه آرت دکو را در نمایشگاه بین‌المللی ۱۹۲۵ ساختند، اما تا سال ۱۹۶۰ از آن خیلی کم استفاده می‌کردند. هنرمندانی که در این سبک کار می‌کردند تا سال ۱۹۶۰ گروهی ناشناخته بودند. در اولین سال‌ها آرت دکو را حرکتی در جنبه نوین‌گرایی (مدرنیسم) می‌شناختند که تحت تأثیر هنرهای سنتی ممالک دیگر مثل کشورهای آفریقایی، مصر یا مکزیک بود. اثر دیگر بسیار مهم روی آرت دکو فناوری‌های آن زمان بود، از قبیل رادیو، ماشین‌های صنعتی و غیره. کل این چیزها را در یک فرم حجمگری (کوبیسم)، آینده‌گری (فوتوریسم) و فوویسم به کار می‌بردند.
به‌دنبال این سبک‌ها، آرت دکو از اشیایی مختلف مثل آلومینیوم، ورشو، لاکر، چوب‌کاری، پوست کوسه و گورخر استفاده می‌کرد. در آرت دکو از فرم‌های زیگزاگ، پله‌ای، دایره آفتاب (sunburst motif) و قوس‌های بلند هم زیاد استفاده می‌کردند. این سبک خیلی غنی است و در نتیجه عکس‌العمل به کمبودهای بعد از جنگ جهانی اول به وجود آمده‌است. به‌خاطر تجملی بودنش از آن در فضاهای مدرن مثل سینما، برج‌های بلند و کشتی‌های مسافربری استفاده می‌کردند.

## استریم‌لاین مدرن

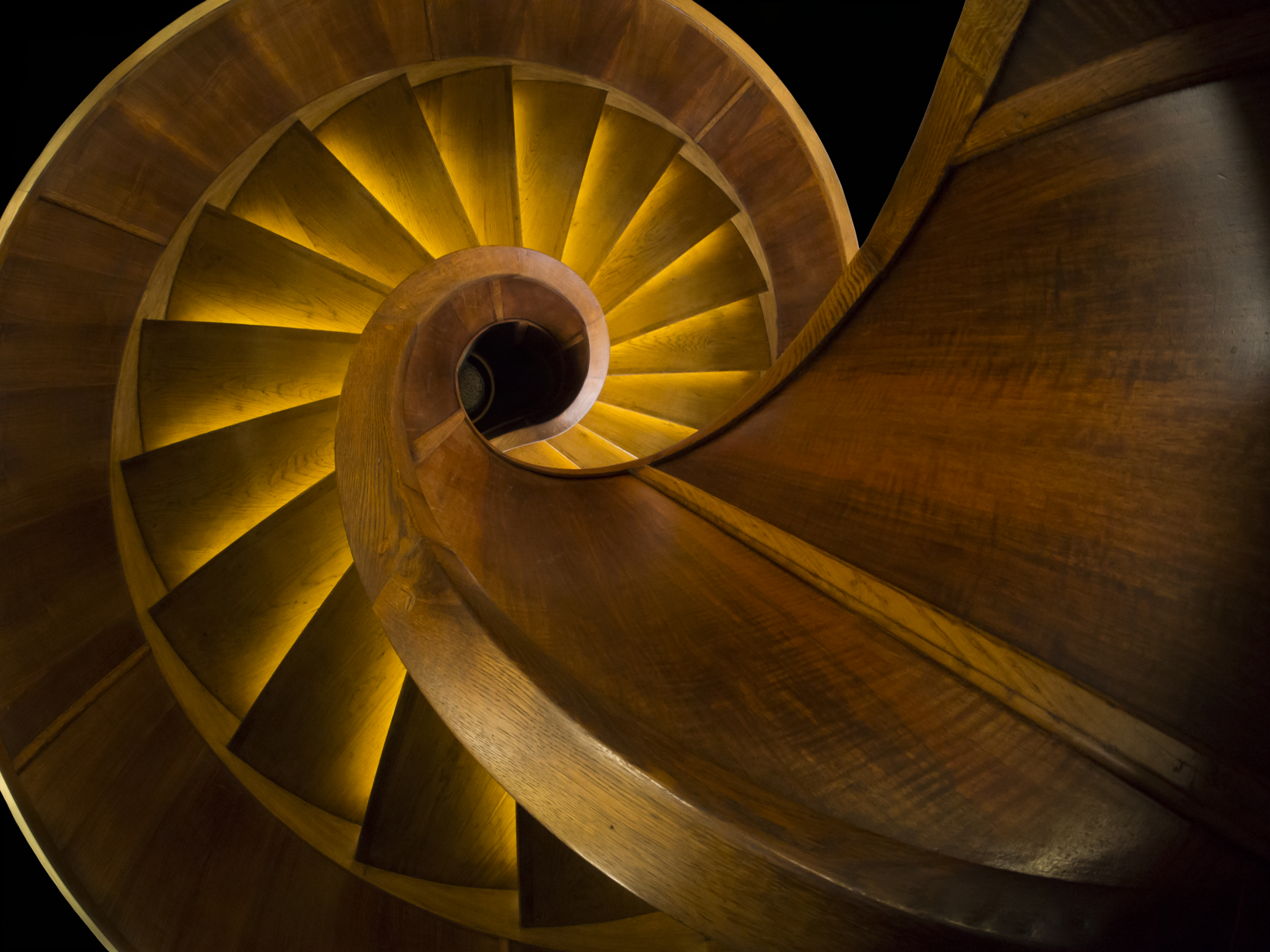
نگاره‌ای از پله‌های چوبی مارپیچ منتهی به کافی‌شاپ ساختمان نیبوتیچنیک (en) واقع در شهر لیوبلیانا، اسلوونی. این پلکان‌ها در سبک معماری آرت دکو ساخته شده‌اند.

استریم‌لاینْ مدرن (هوا-لغز نوین) مرحله‌ای از معماری آرت دکو است که در آن بر انحناهایی تأکید می‌شود که حداقل مقاومت در برابر جریان سیال نشان می‌دهند، و در نتیجه جنبه‌های افقی طرح اهمیت پیدا می‌کند.

## سقوط
معماری آرت دکو به دلیل هزینه‌های نسبتاً بالا بعد از جنگ جهانی دوم در غرب به دلیل خسارات و زیان‌های مالی ناشی از جنگ به تدریج کنار گذاشته شد، اما در کشورهای دیگر ادامه داشت؛ از جمله در هندوستان به عنوان یک نشانه مدرن شناخته شد و تا سال ۱۹۶۰ ادامه داشت.
در دهه ۱۹۸۰ آرت دکو دوباره مورد توجه قرار گرفت و در رابطه با فیلم نوآر (film noir) و زرق و برق دهه ۱۹۳۰ از آن در تبلیغات جواهر و مد استفاده شد.

## نگارخانه

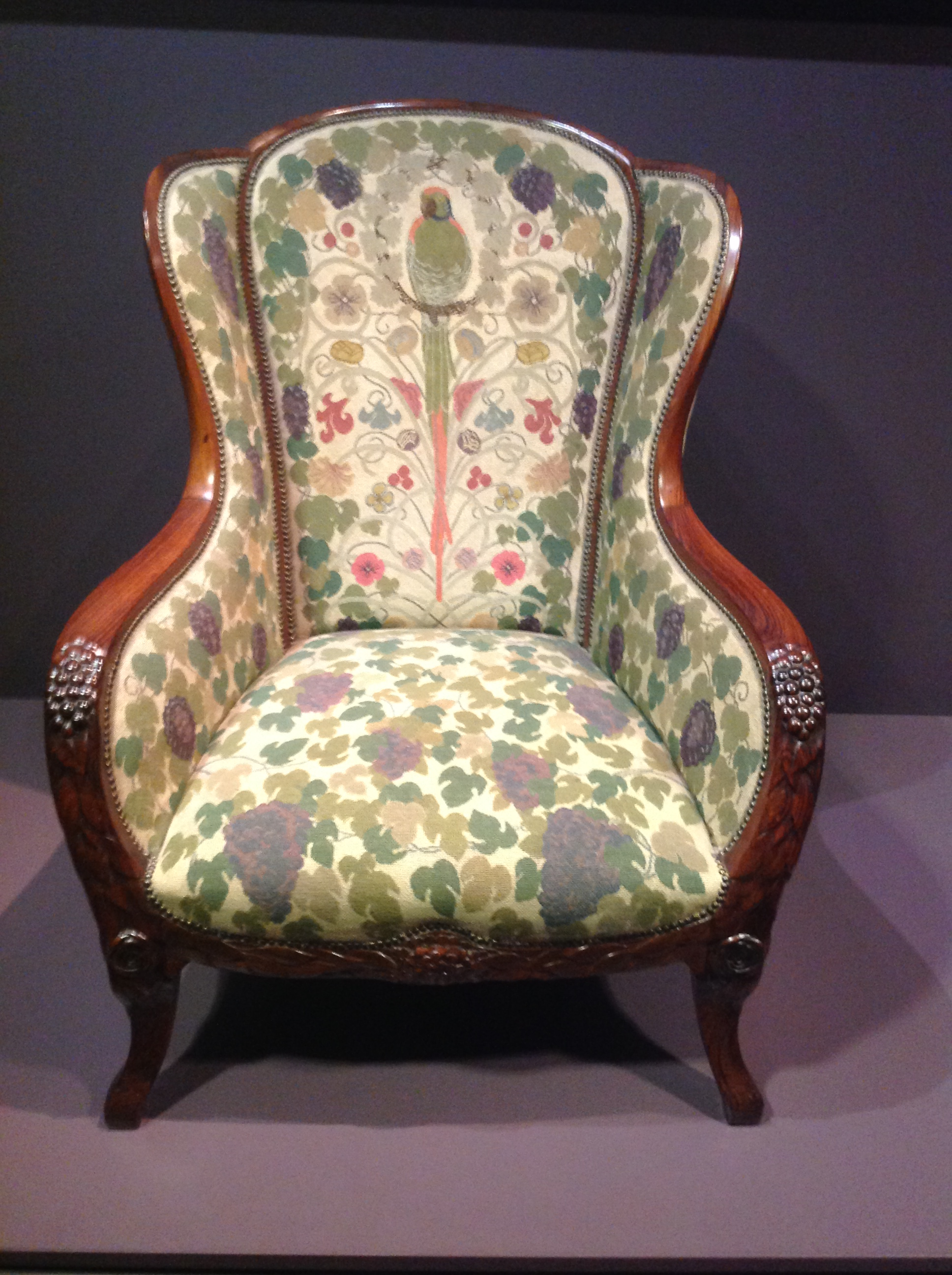
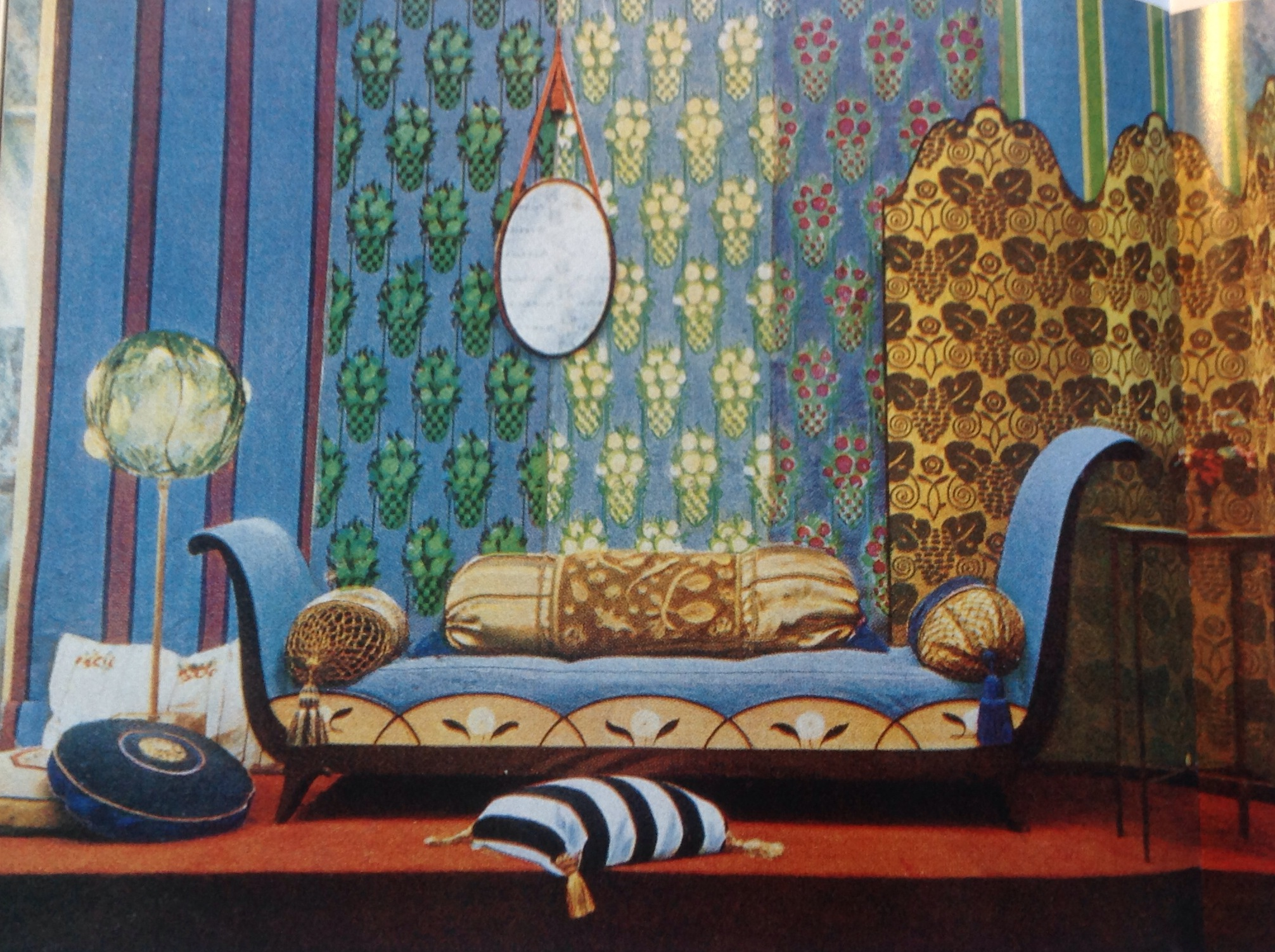
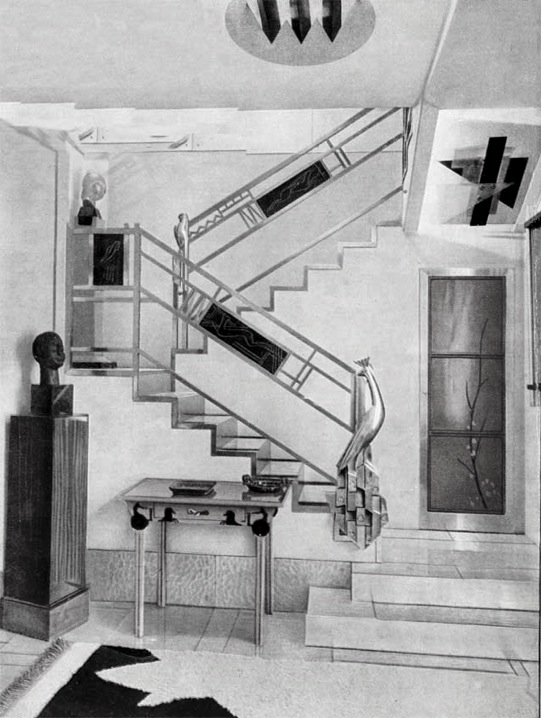
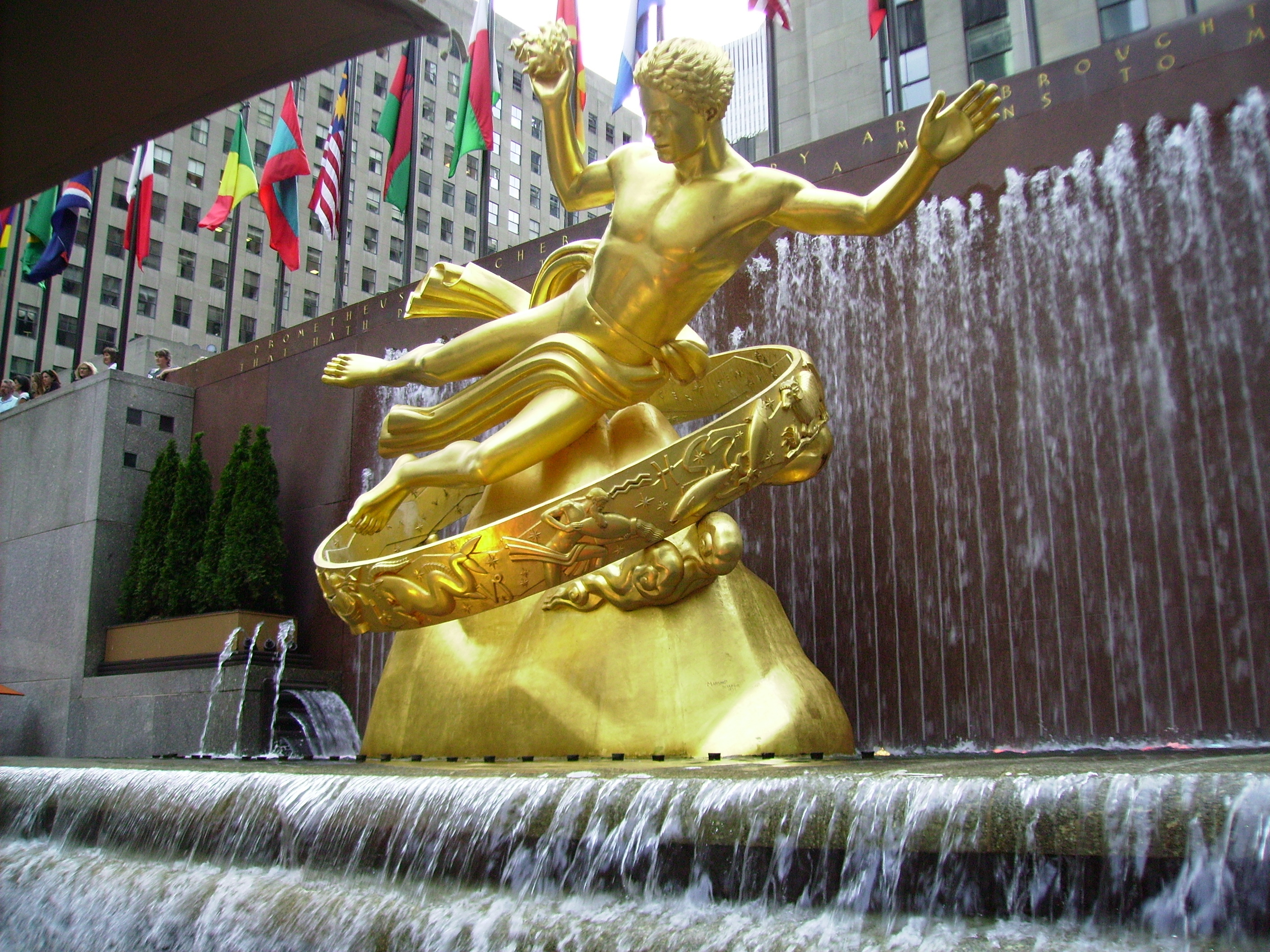
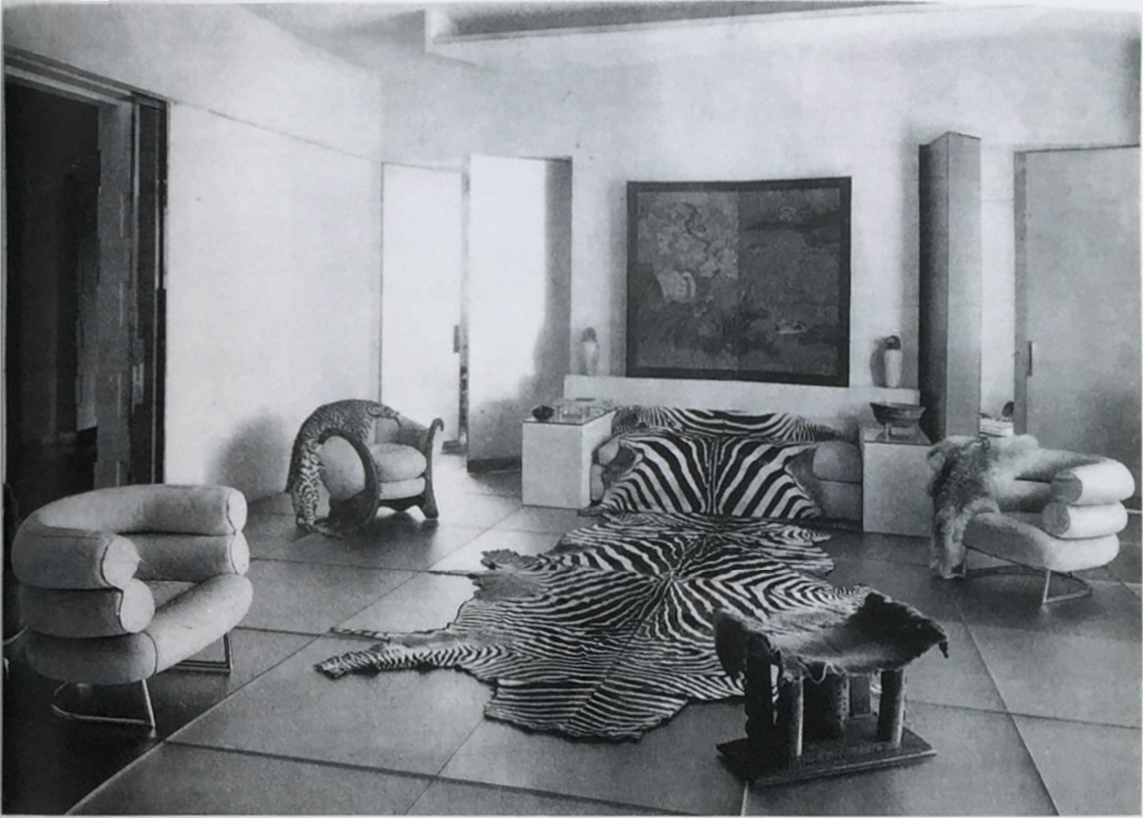
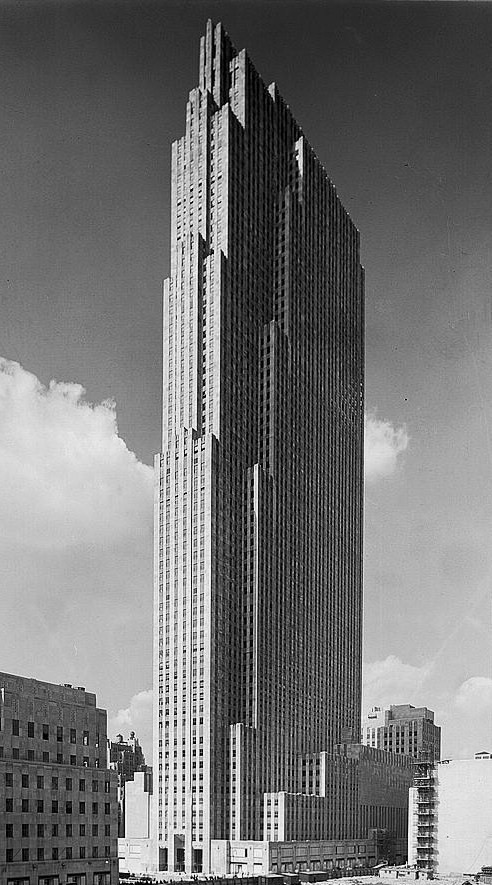
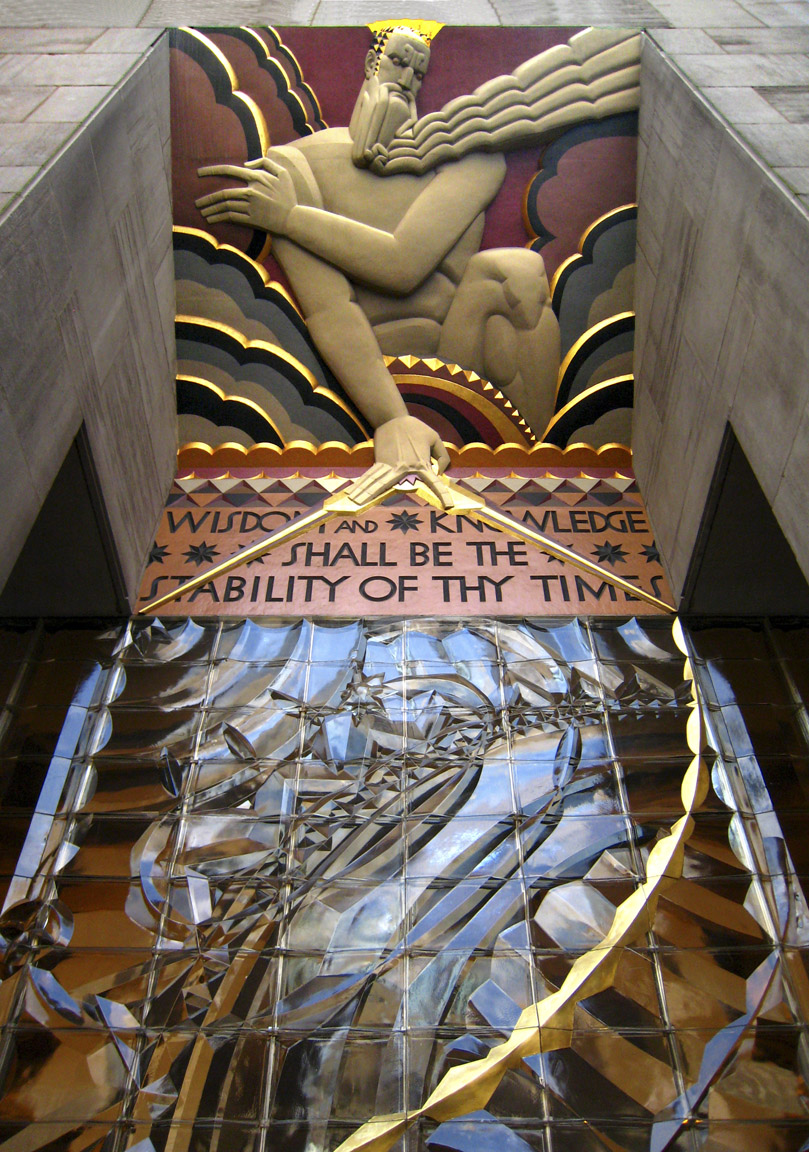
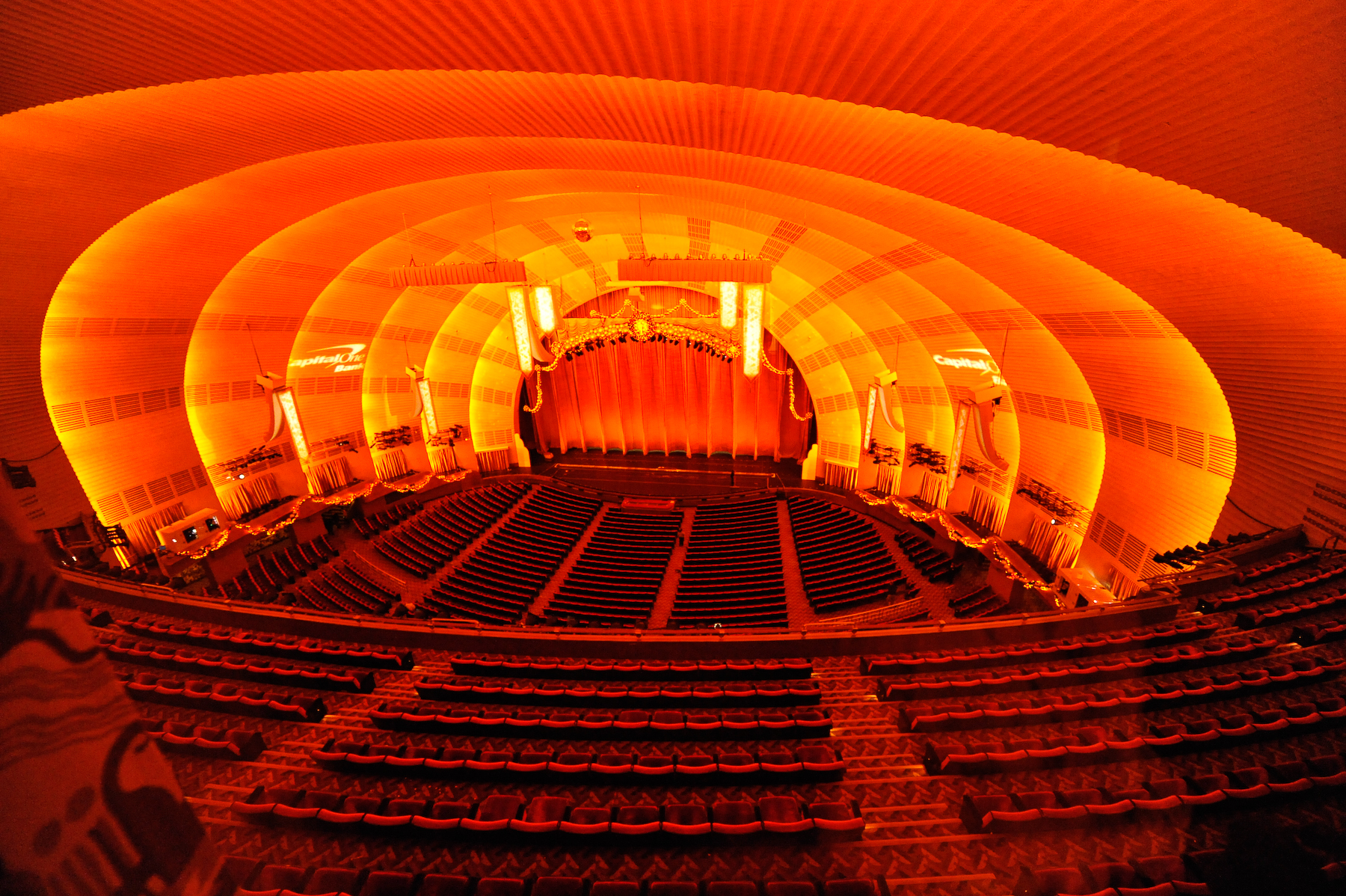
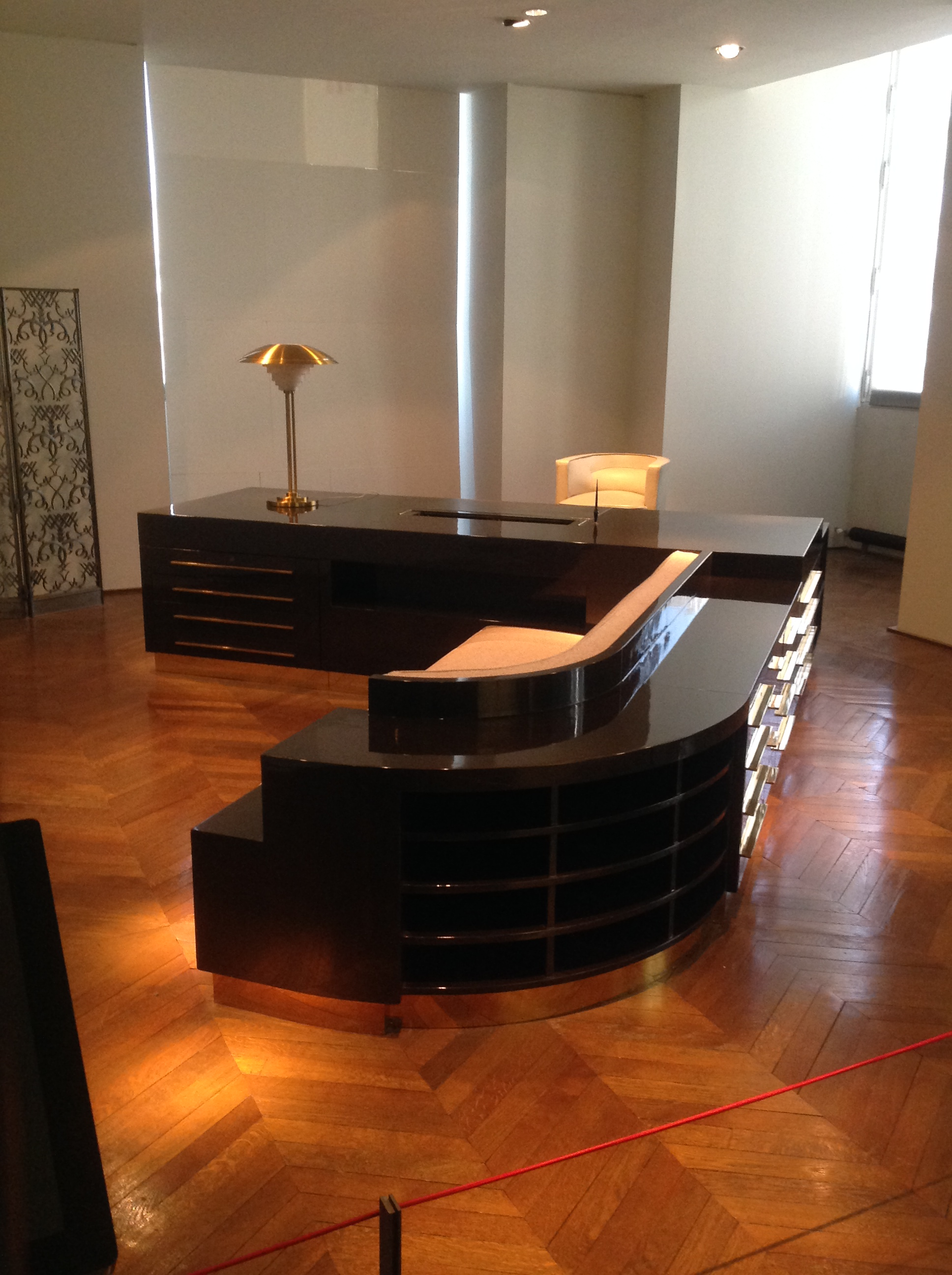
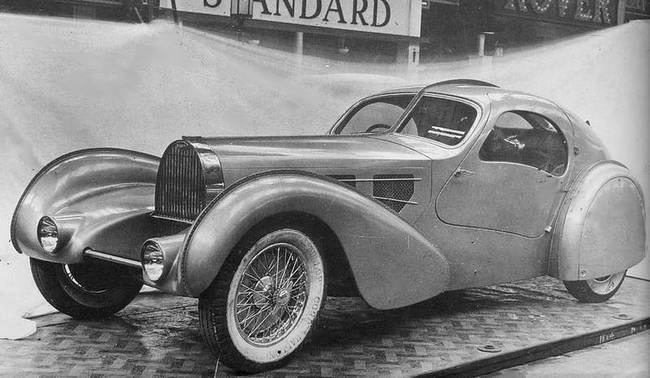
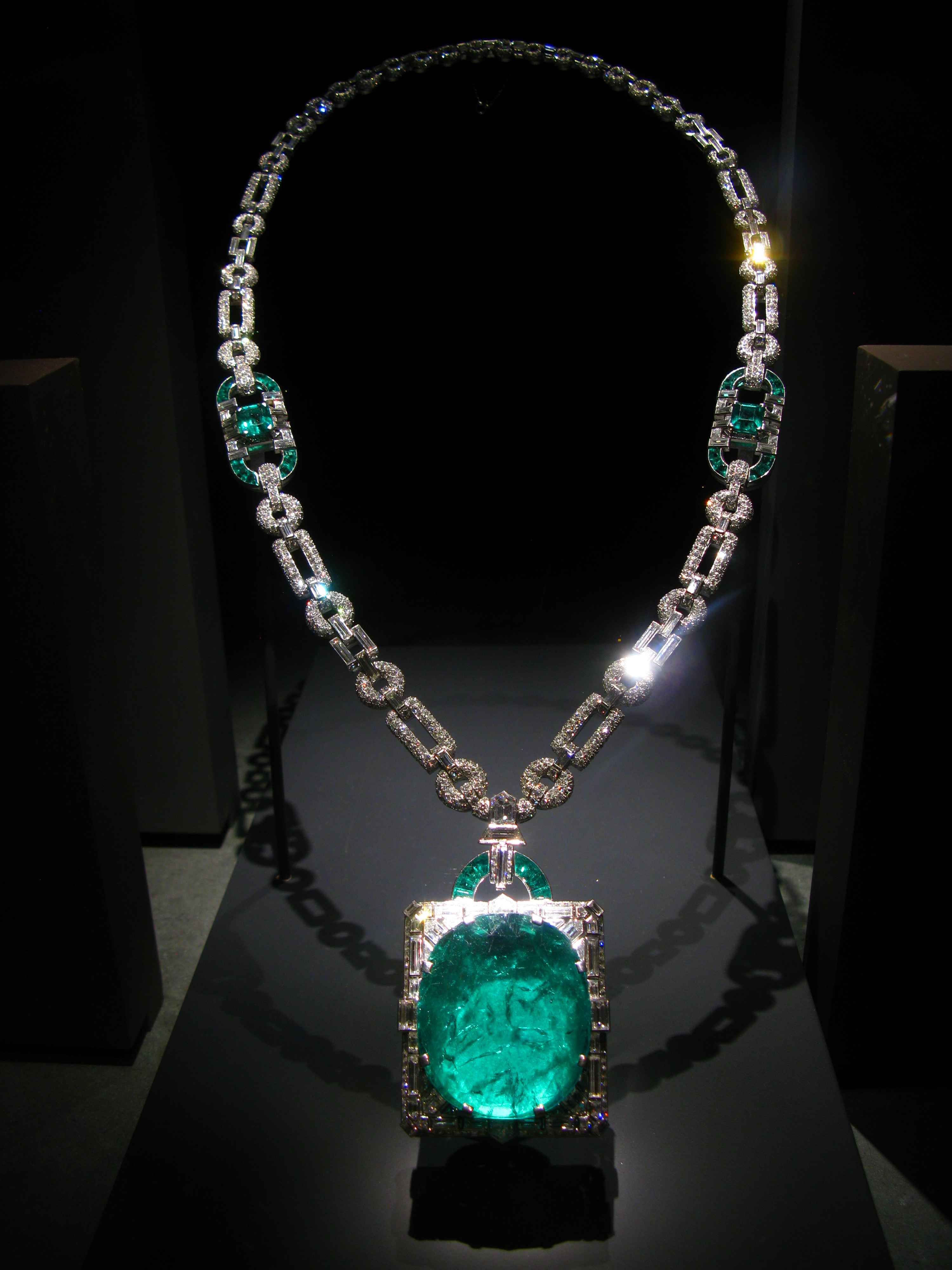
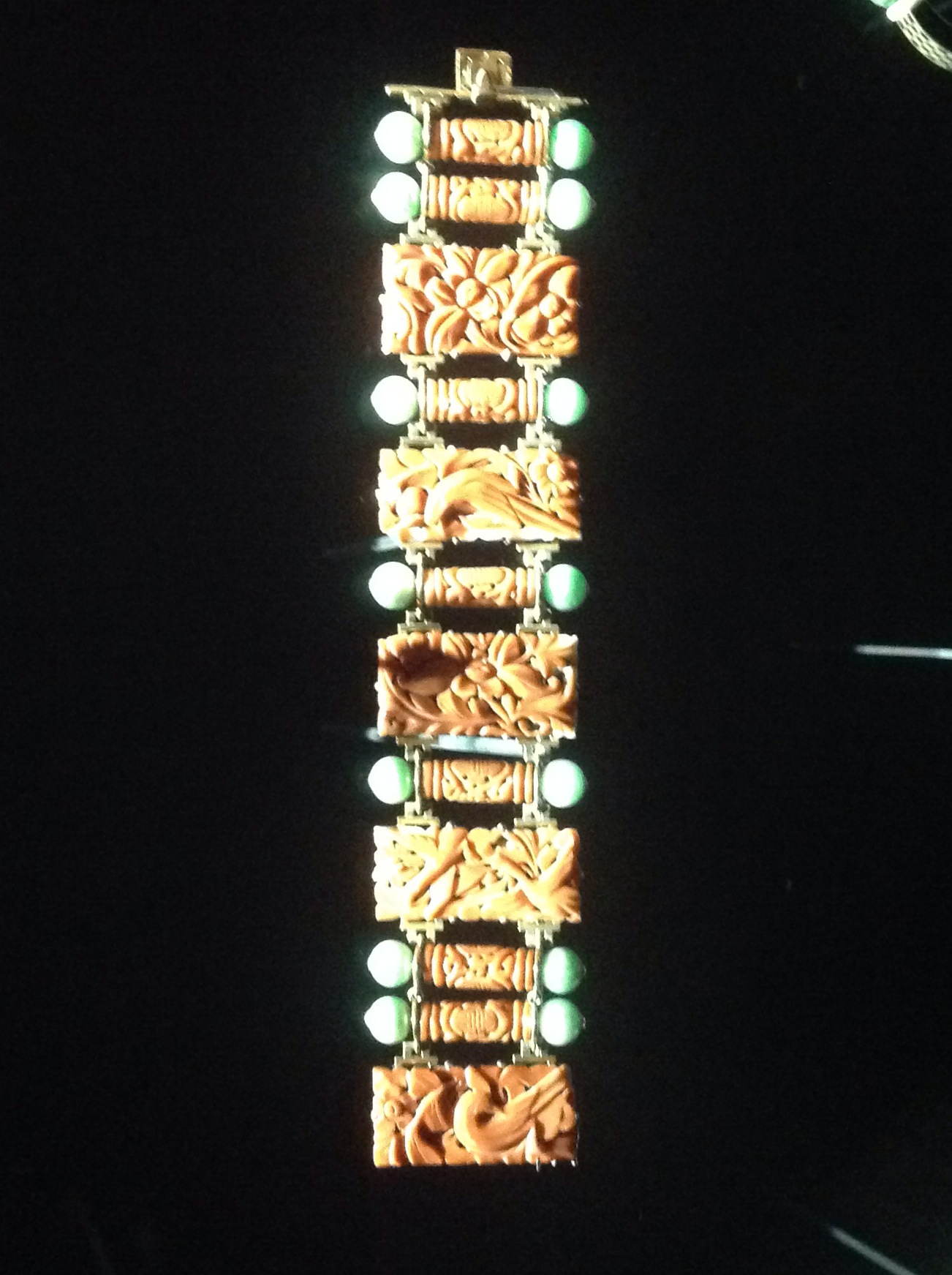
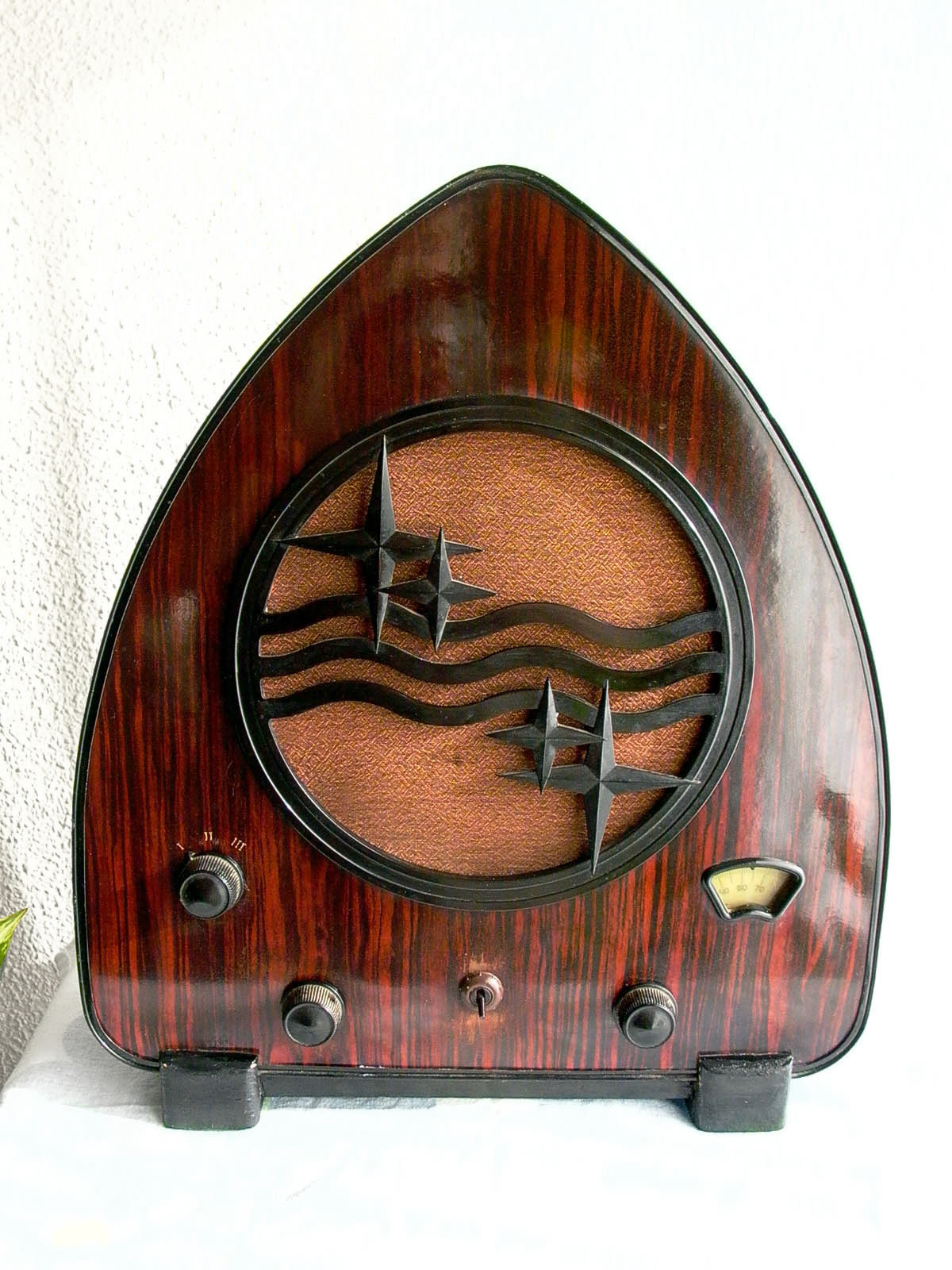
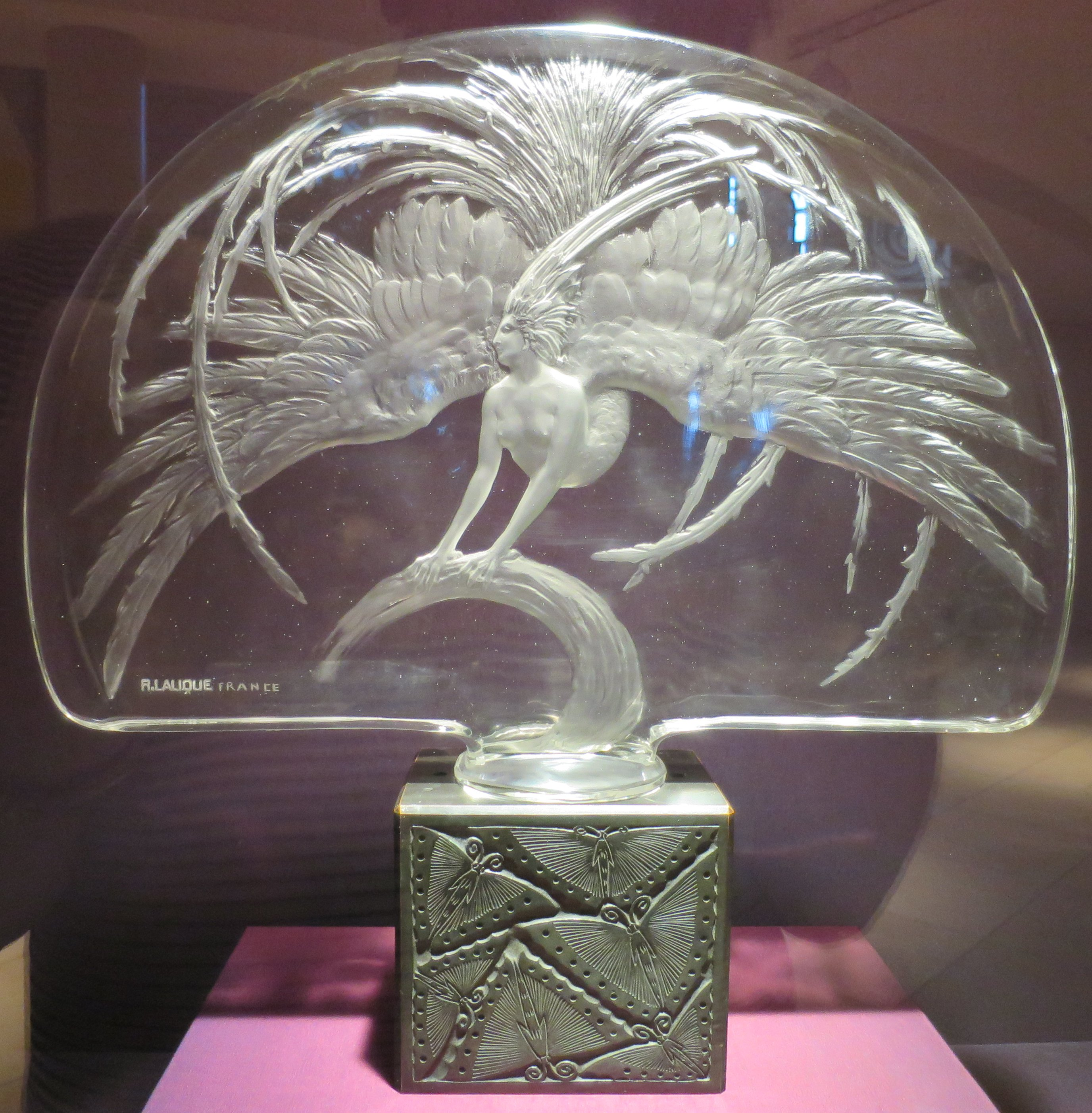
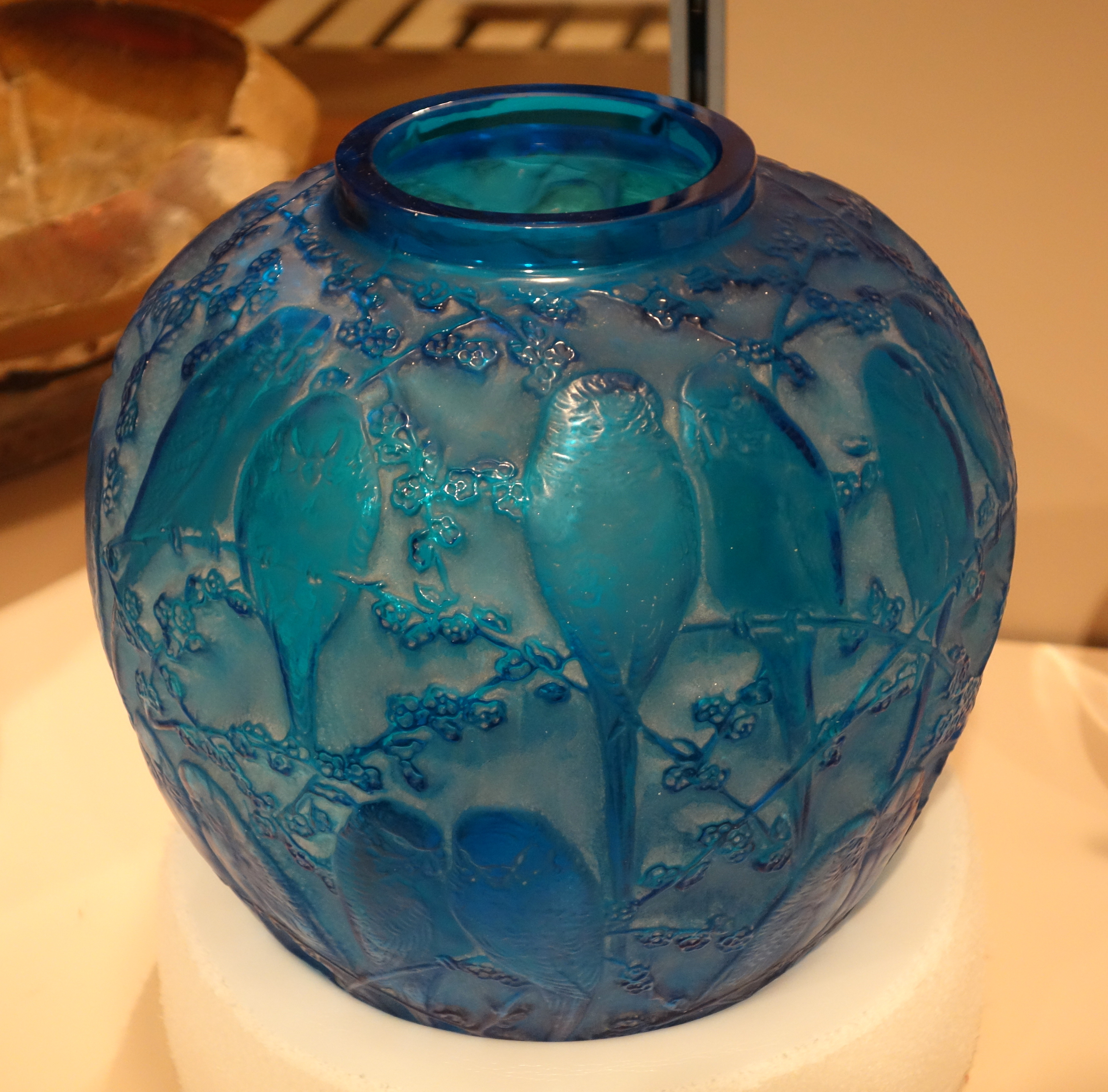
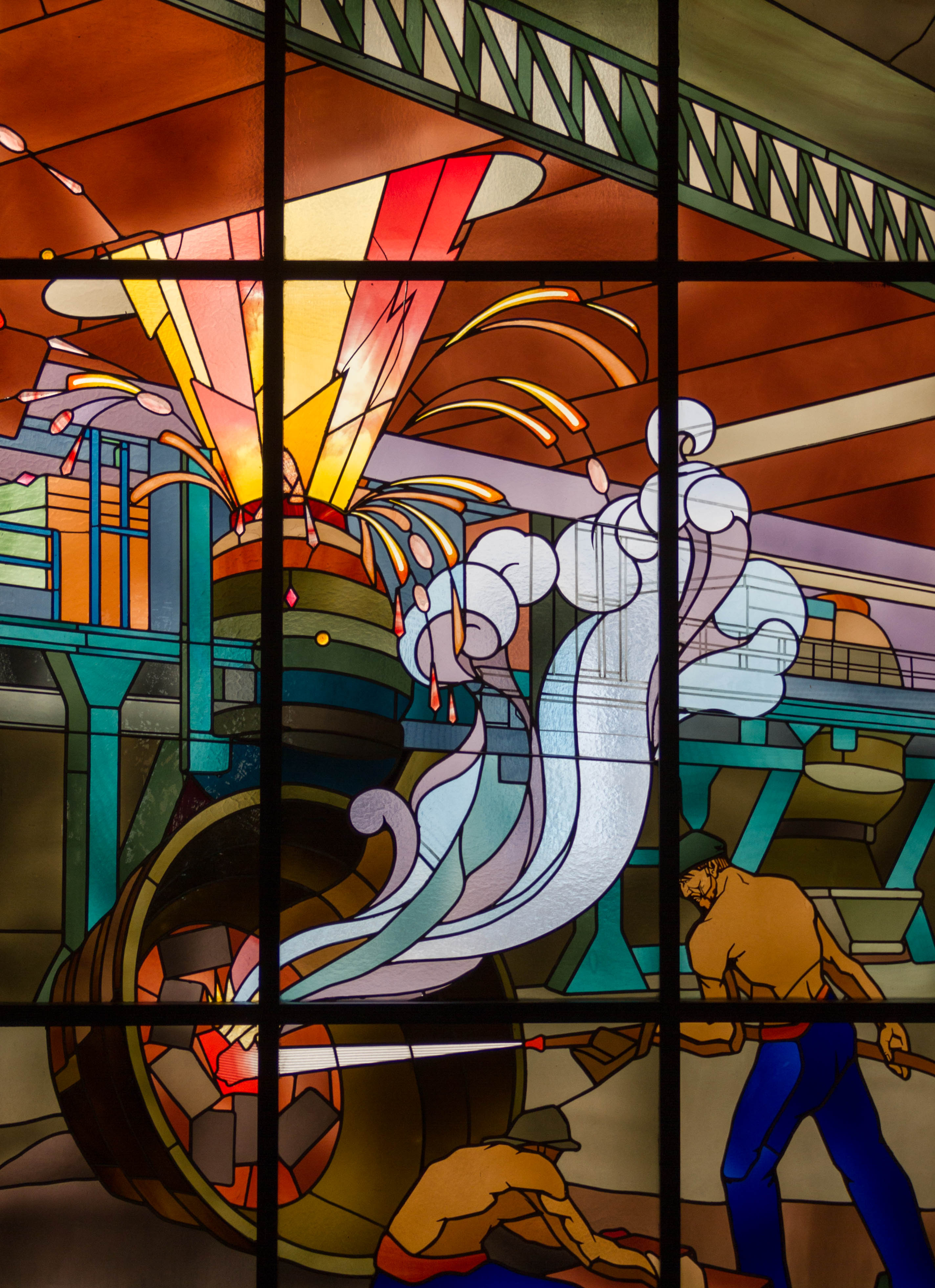
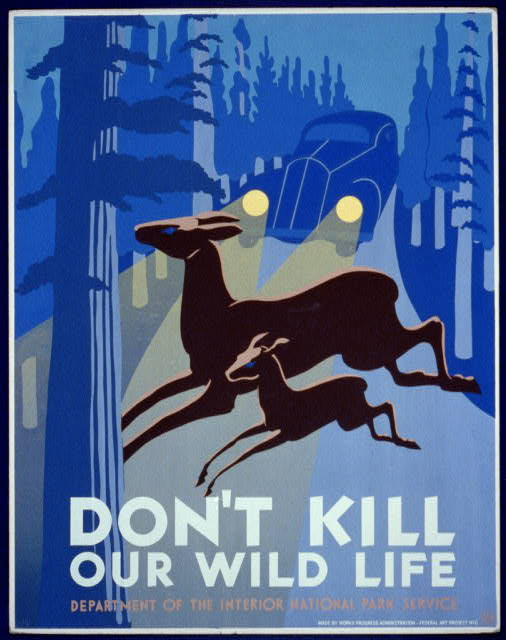
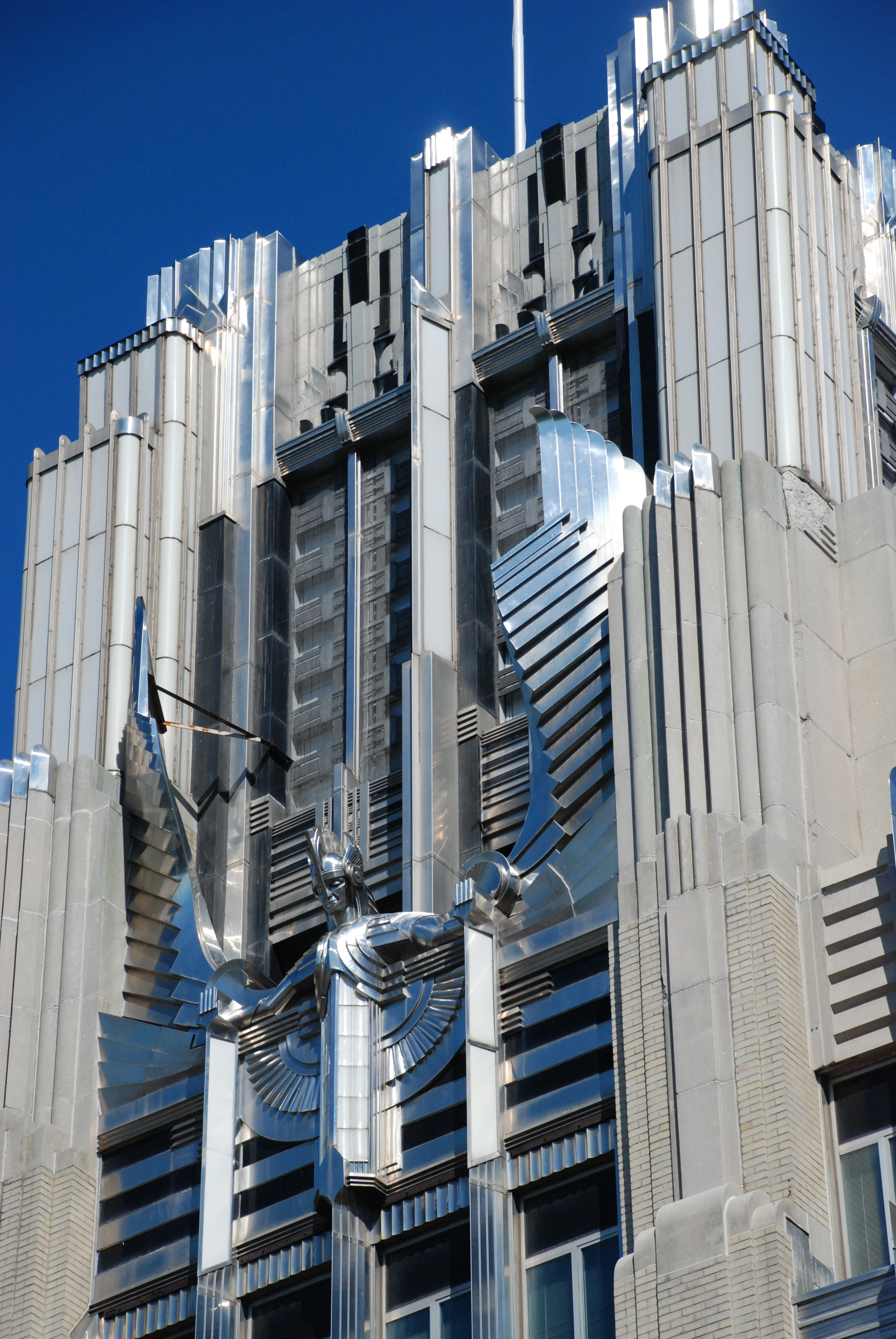
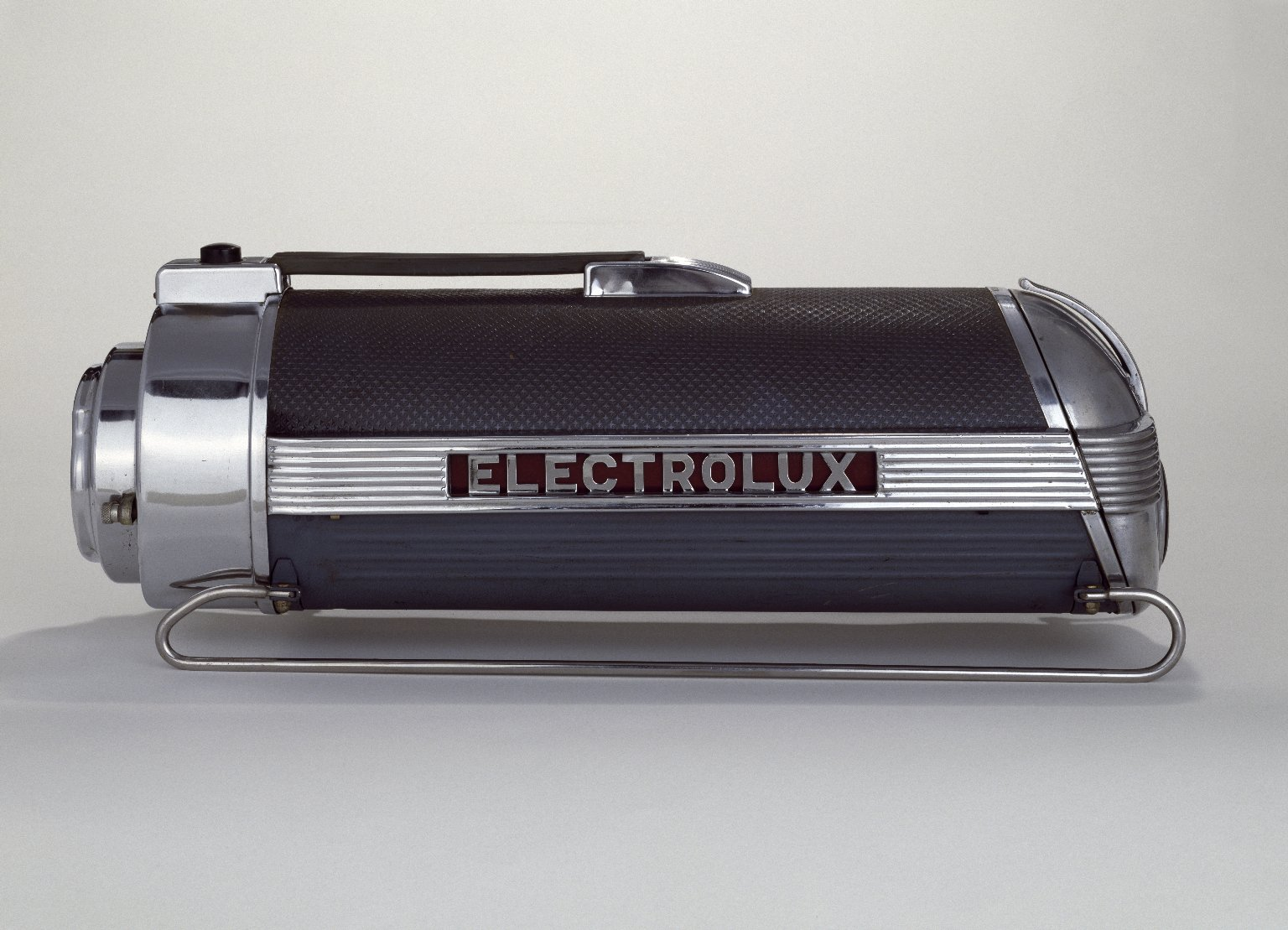
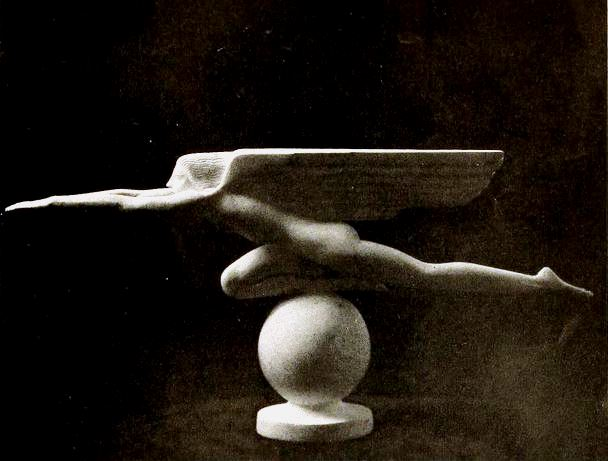
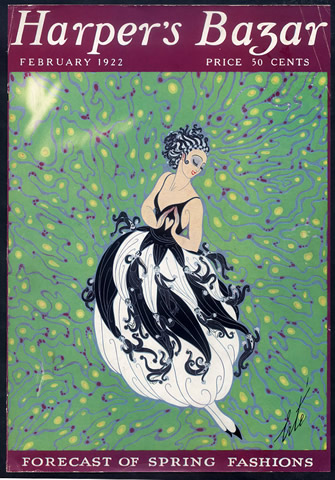
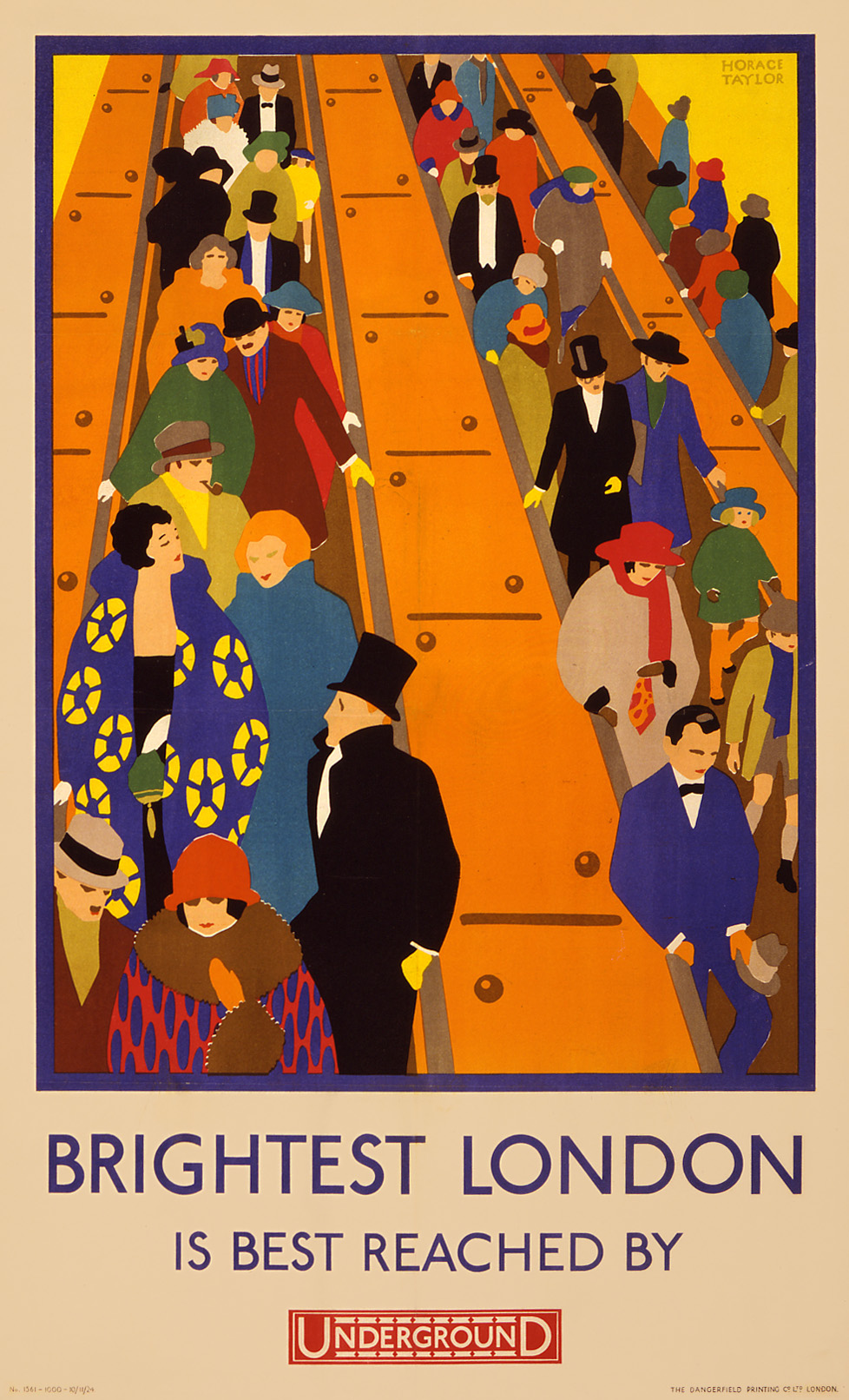
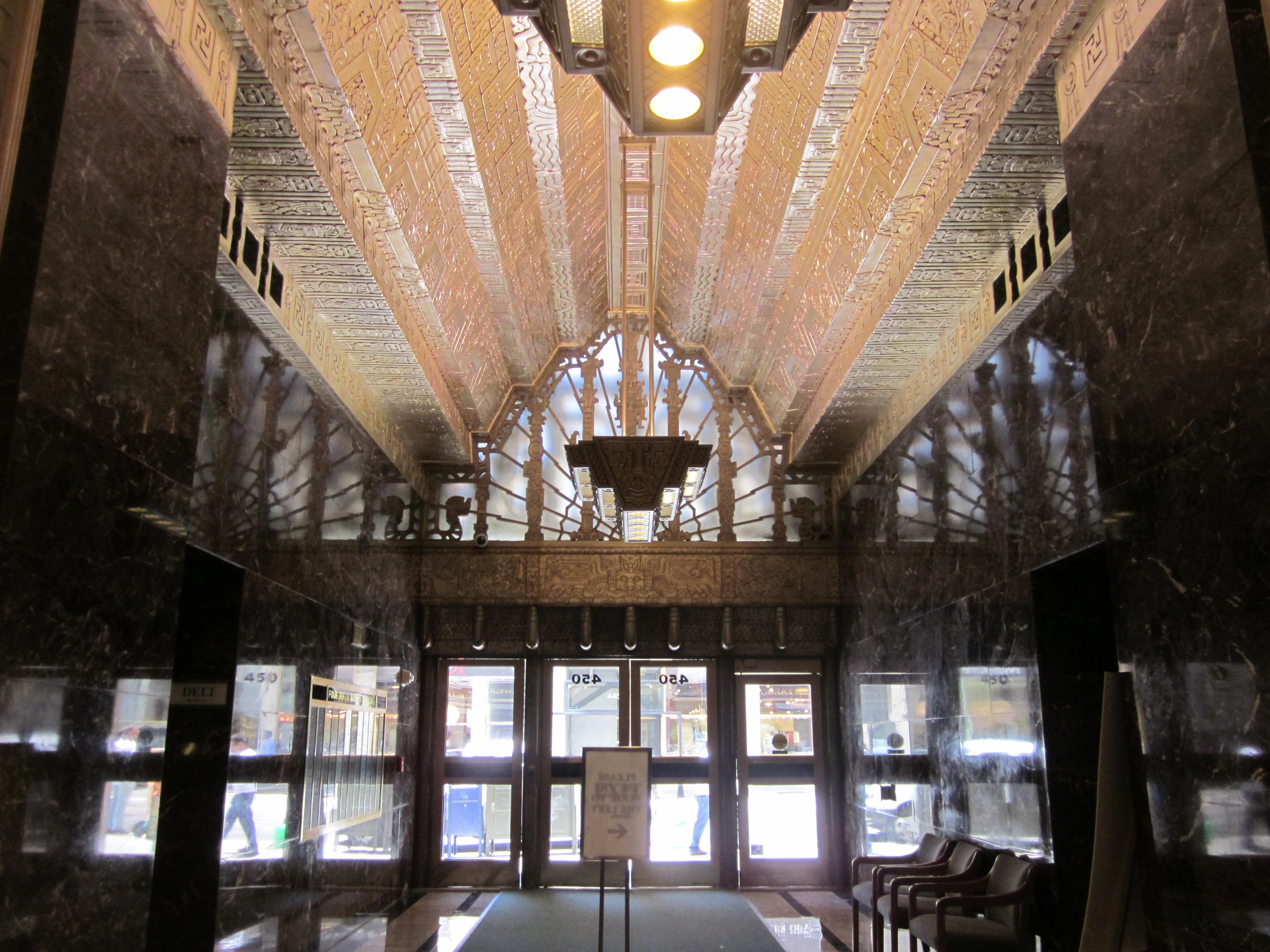
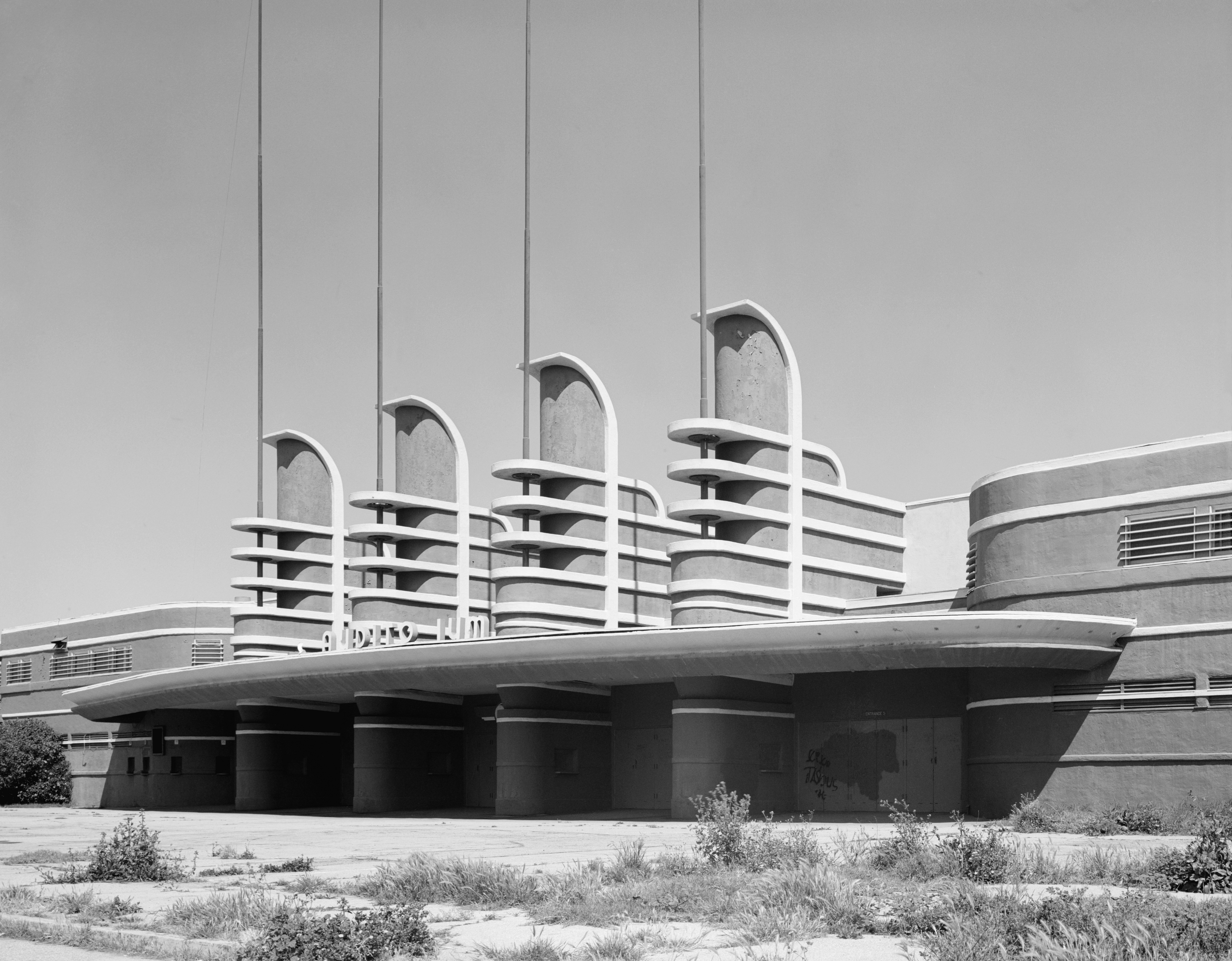